# Объездная Балка
Объездная Балка — хутор в Кущёвском районе Краснодарского края.
Входит в состав Раздольненского сельского поселения.

## География
Расположен в балке Обьездной ( проток реки Большой Эльбузд) .

### Улицы
- ул. Азовская,
- ул. Северная.

## Население
| 2002 | 2010 |
| ---- | ---- |
| 244  | ↘230 |